# Пирофосфат лютеция
Пирофосфат лютеция — неорганическое соединение,
соль лютеция и пирофосфорной кислоты
с формулой Lu4(P2O7)3,
бесцветные кристаллы,
не растворяется в воде.

## Получение
- Обменная реакция хлорида лютеция и пирофосфата аммония:

{\displaystyle {\mathsf {4LuCl_{3}+3(NH_{4})_{4}P_{2}O_{7}\ {\xrightarrow {}}\ Lu_{4}(P_{2}O_{7})_{3}\downarrow +12NH_{4}Cl}}}
- Растворение карбоната лютеция в растворе пирофосфорной кислоты:

{\displaystyle {\mathsf {2Lu_{2}(CO_{3})_{3}+3H_{4}P_{2}O_{7}\ {\xrightarrow {}}\ Lu_{4}(P_{2}O_{7})_{3}\downarrow +6CO_{2}\uparrow +6H_{2}O}}}

## Физические свойства
Пирофосфат лютеция образует бесцветные кристаллы
Не растворяется в воде.

## Применение
- Промежуточное соединение в производстве и очистке лютеция.